# Cuphea fuscinervis
Cuphea fuscinervis är en fackelblomsväxtart som beskrevs av Emil Bernhard Koehne. Cuphea fuscinervis ingår i släktet blossblommor, och familjen fackelblomsväxter. Inga underarter finns listade i Catalogue of Life.